# Уизер (река)
Уизер (англ. Weiser River) — река на западе центральной части штата Айдахо, США. Правый приток реки Снейк. Длина составляет 166 км; площадь бассейна — 4300 км².
Берёт начало на севере округа Адамс, в районе гор Севен-Дивлс, на территории национального леса Пайетт, примерно в 16 км от города Нью-Медоус. Течёт главным образом на юго-запад, между горными хребтами Садди-Маунтинс (на западе) и Уэст-Маунтинс (на востоке). На юге округа Вашингтон река поворачивает на запад и течёт в этом направлении на протяжении нижних 16 км. Впадает в реку Снейк в районе города Уизер.
Принимает приток Литл-Уизер примерно в 3 км к юго-западу от города Кембридж. Река была названа в честь Питера Уизера, участника экспедиции Льюиса и Кларка.